# Metropolregion Portland
Die Metropolregion Portland (engl.: Portland metropolitan area) ist eine Metropolregion in den US-Bundesstaaten Oregon und Washington. Sie stellt eine durch das Office of Management and Budget definierte Metropolitan Statistical Area (MSA) dar und wird von der Behörde als Portland–Vancouver–Hillsboro, OR–WA  Metropolitan Statistical Area bezeichnet. Sie umfasst die Countys Clackamas, Columbia, Multnomah, Washington, Yamhill, Clark und Skamania. Die Hauptzentren des Verdichtungsgebietes sind die Städte Portland, Vancouver und Hillsboro.
Zum Zeitpunkt der Volkszählung von 2020 hatte das Gebiet 2.512.859 Einwohner.